# Borsodnádasd
Borsodnádasd kisváros Borsod-Abaúj-Zemplén vármegyében, az Ózdi járásban.

## Fekvése
Miskolctól közúton kb. 65, Ózdtól 10 kilométerre délnyugatra található a 25-ös főút mellett, a Hódos-patak völgyében, a Heves–Borsodi-dombság vidékén, a Heves-Borsodi-dombság, az Upponyi hegység és a Bükkhát találkozásánál.

### Megközelítése
Legfontosabb megközelítési útvonala a 25-ös főút, mely a belterületének jelentős részén végighúzódik. A tőle keletre fekvő közeli településekkel a 2507-es út köti össze, illetve a déli határánál indul Bekölce felé a 25 105-ös számú mellékút is.

## Története
A település létrejötte a tatárjárást követő időszakra tehető. Létrejöttéről nem áll rendelkezésre oklevél, vagy más irat. Az első okleveles említése 1327-ből való Nádasd néven. Nevét a völgy kiszélesedésében található nádasról kapta. A következő oklevél 1347-ből származik. 1332-ben már plébániája volt. A középkorban többek között a Nádasdy család birtoka volt. A török többször felégeti, hódoltsági terület, lakossága jelentősen csökkent. Az 1700-as évektől kezdett újra benépesülni.
Az ipartelepítés a szénbánya megnyitásával indult meg, ezután kezdett működni a lemezgyár. Borsodnádasd és Bánréve között épült meg Magyarország két első gőzüzemű, keskenynyomtávú vasútvonalának egyike, az 1873 márciusában (Bánrévétől Ózdig 1872 novemberében) átadott, 1000 milliméteres nyomtávú Bánréve–Ózd–Nádasd-iparvasút. Az iparosodásnak köszönhetően a 19. századtól a polgárosodás is megkezdődött.
A községet is érintették a rendszerváltást követően a borsodi térséget sújtó nehézipari válság következményei. Az 1864-ben alapitott lemezgyár 1991-ben zárt be. Azóta néhány kisebb cég maradt munkaadóként. Az 1903 óta Borsodnádasd nevet viselő település 2001-ben kapott városi rangot.

## Közélete

### Polgármesterei
- 1990–1994: Sárváry Tamás (független)[5]
- 1994–1998: Sárváry Tamás (MSZP)[6]
- 1998–2002: Sárváry Tamás (MSZP-VSZSZ-SZDSZ)[7]
- 2002–2006: Sárváry Tamás (MSZP)[8]
- 2006–2010: Papp Anna (független)[9]
- 2010–2014: Kormos Krisztián (Fidesz–KDNP)[10]
- 2014–2019: Kormos Krisztián (Fidesz–KDNP)[11]
- 2019–2024: Kormos Krisztián (Fidesz–KDNP)[12]
- 2024– : Kovács Attila (független)[1]

## Népesség
A település népességének változása:
| Lakosok száma | 3279 | 3240 | 3079 | 3037 | 2860 | 2852 | 2808 |
|               | 2013 | 2014 | 2018 | 2021 | 2022 | 2023 | 2024 |

2001-ben a településen a lakosságnak 93%-át magyar, a 7%-át cigány származású emberek alkották.
A 2011-es népszámlálás során a lakosok 85,3%-a magyarnak, 10,7% cigánynak, 0,4% németnek mondta magát (14,6% nem nyilatkozott; a kettős identitások miatt a végösszeg nagyobb lehet 100%-nál). A vallási megoszlás a következő volt: római katolikus 51,5%, református 2,7%, görögkatolikus 0,3%, evangélikus 0,8%, felekezeten kívüli 15,3% (27,5% nem nyilatkozott).
2022-ben a lakosság 88%-a vallotta magát magyarnak, 10% cigánynak, 0,5% németnek, 0,2% bolgárnak, 0,1% görögnek, 1,3% egyéb, nem hazai nemzetiségűnek (11,7% nem nyilatkozott; a kettős identitások miatt a végösszeg nagyobb lehet 100%-nál). Vallásuk szerint 39% volt római katolikus, 2,4% református, 0,8% görög katolikus, 2% egyéb keresztény, 0,4% evangélikus, 22,7% felekezeten kívüli (31,6% nem válaszolt).

## Címer leírása
Álló, háromszögletű, kék színű, arannyal gallérozott katonai pajzs, amelynek arany mezejében zöld színű nádszálak, kék mezejében pedig (heraldikailag) jobb oldalon arany kettős kereszt, bal oldalon arany ék és kalapács lebeg. A pajzson zárt (csőrös) katonai sisak, háromlevelű arany koronával, amelyből három arany búzaszálat közrefogva két arany sólyomszárny emelkedik fel. A sisak tetejéből kiindulva a pajzs két oldalát vörös-ezüst foszlányok díszítik, a pajzs alatt pedig szalag lebeg BORSODNÁDASD felirattal.
A pajzs gallérozása által létrehozott mesteralak a Vajdavárra utal, míg a kettőskereszt a település templomának a védőszentjére, Szent István királyra, az ősi bányász-jelkép, az ék és kalapács pedig arra fejlődésre, amely Borsodnádasd életében a bányászaton alapuló iparnak köszönhető. A nádszálak a címert "beszélővé" teszik. Az oromdísz sólyomszárnyai a birtokos nemzetségre emlékeztetnek, a búzaszálak pedig a régi pecsét ábrájára. A címer összképe a tájon nagy számban lakó kisnemesség fontosságát fejezi ki.

## Látnivalók
- Helytörténeti gyűjtemény
- Római katolikus, klasszicista stílusú templom. 1858. június 18-án Szent István király tiszteletére szentelték fel. Kelet-nyugati tájolású, téglalap alapú. Tornya a tetőből kiemelkedő, a homlokzattal egy síkban falazott, benne a harang és fölötte óra található.
- Gyártelep római katolikus templom. Jézus-szíve tiszteletére felszentelve. 1934-ben épült, Wälder Gyula alkotása.  Főoltára Jézus nagyméretű fa szobra.
- Hősi Emlékmű
- evangélikus templom. 1934-ben épült.
- Borsodnádasdi tavak (Alsó- és Felső-tó)
- Kilátó
- Óbükk Látogató és Élményközpont

## Itt született
- 1870. március 20-án dr. Kubinyi Pál, nőgyógyász-főorvos;
- 1886. február 5-én Büchler József politikus;
- 1889. május 2-án Gazda Géza Kossuth-díjas mérnök, sztahanovista, a Gazda-mozgalom névadója;
- 1941. február 27-én Szucsányi András egyszeres magyar válogatott labdarúgó, az Ózdi Kohász, a Diósgyőri VTK és az MTK játékosa.

## A település az irodalomban, filmekben
- Örkény István Hír című egyperces novellájának a Borsodnádasd északkeleti részén fekvő Borsodbánya a színhelye, egyetlen szereplője pedig egy ott dolgozó vájár, utóbbi minden bizonnyal kitalált személy.

### Könyvek
- Ózd és térsége (Budapest, 2003 ISBN 963-9479-04-7)
- Az ózdi kistérség (Ózd, 2007 ISBN 978-963-06-2950-8)
- Nagy Károly: Ózd város és környéke (Ózd, 1999 ISBN 963-03-7729-2)
- Fényes Elek: Magyarország geographiai szótára 1-4. (Pest, 1851)

(Földünk térképeken) Felelős kiadó: Vajda Béla: Világatlasz országlexikonnal. TOPOGRÁF Térképészeti Kft. 3.javított kiadás. Nyíregyháza: NYÍR-KARTA Bt. 2005.  ISBN 978-963-9618-01-5  26. oldal C2